# Saturn Award du meilleur acteur dans un second rôle
Le Saturn Award du meilleur acteur dans un second rôle (Saturn Award for Best Supporting Actor) est une récompense cinématographique décernée chaque année depuis 1976 par l'Academy of Science Fiction, Fantasy and Horror Films (Académie des films de science-fiction, fantastique et horreur) pour récompenser le meilleur second rôle masculin dans un film de science-fiction, fantastique ou d'horreur.

## Palmarès
Note : L'année indiquée est celle de la cérémonie, récompensant les films sortis au cours de l'année précédente. Les lauréats sont indiqués en tête de chaque catégorie et en caractères gras. Les titres originaux sont précisés entre parenthèses, sauf s'ils correspondent au titre en français.
Exceptionnellement, il n'y a pas eu de cérémonie en 1989. La cérémonie de 1990 a récompensé les films sortis en 1988, celle de 1991 ceux sortis en 1989-90.

### Années 1970
- 1976 : Marty Feldman pour Frankenstein Junior (Young Frankenstein)
- 1977 : Jay Robinson pour Train Ride to Hollywood
- 1978 : Alec Guinness pour La Guerre des étoiles (Star Wars)
  - Red Buttons pour Peter et Elliott le dragon (Pete's Dragon)
- 1979 : Burgess Meredith pour Magic
  - James Mason pour Le ciel peut attendre (Heaven Can Wait)
  - Leonard Nimoy pour L'Invasion des profanateurs (Invasion of the Body Snatchers)
  - Michael Ansara pour Le Faiseur d'épouvantes
  - Michael Jackson pour The Wiz

### Années 1980
- 1980 : Arte Johnson pour Le Vampire de ces dames (Love at First Bite)
  - Donald Pleasence pour Dracula
  - Richard Kiel pour Moonraker
  - Leonard Nimoy pour Star Trek, le film
  - David Warner pour C'était demain
- 1981 : Scatman Crothers pour Shining (The Shining)
  - Max von Sydow pour Flash Gordon
  - Martin Gabel pour De plein fouet
  - Melvyn Douglas pour L'Enfant du diable
  - Billy Dee Williams pour L'Empire contre-attaque (The Empire Strikes Back)
- 1982 : Burgess Meredith (2) pour Le Choc des Titans (Clash of the Titans)
  - Ralph Richardson pour Le Dragon du lac de feu
  - Nicol Williamson pour Excalibur
  - Paul Freeman pour Les Aventuriers de l'arche perdue
  - Craig Warnock pour Bandits, bandits
- 1983 : Richard Lynch pour L'Épée sauvage
  - Rutger Hauer pour Blade Runner
  - Walter Koenig pour Star Trek 2 : La Colère de Khan
  - Roddy McDowall pour Class 1984
  - Bruce Spence pour Mad Max 2
- 1984 : John Lithgow pour La Quatrième Dimension
  - Scatman Crothers pour La Quatrième Dimension
  - Jonathan Pryce pour La Foire des ténèbres
  - Billy Dee Williams pour Le Retour du Jedi
  - John Wood pour Wargames
- 1985 : Tracey Walter pour La Mort en prime
  - John Candy pour Splash
  - John Lithgow pour Les Aventures de Buckaroo Banzaï à travers la 8e dimension
  - Dick Miller pour Gremlins
  - Robert Preston pour Starfighter
- 1986 : Roddy McDowall pour Vampire, vous avez dit vampire ?
  - Joel Grey pour Remo sans arme et dangereux
  - Crispin Glover pour Retour vers le futur
  - Ian Holm pour Dreamchild
  - Christopher Lloyd pour Retour vers le futur
- 1987 : Bill Paxton pour Aliens, le retour
  - Clu Gulager pour Hunter's Blood
  - James Doohan pour Star Trek 4 : Retour sur Terre
  - Walter Koenig pour Star Trek 4 : Retour sur Terre
  - Richard Moll pour House
- 1988 : Richard Dawson pour Running Man
  - Robert De Niro pour Angel Heart : Aux portes de l'enfer
  - Robert Englund pour Les Griffes du cauchemar
  - Barnard Hughes pour Génération perdue
  - Bill Paxton pour Aux frontières de l'aube
  - Duncan Regehr pour The Monster Squad
- 1989 : Pas de cérémonie

### Années 1990
- 1990 : Robert Loggia pour Big
  - Robert Englund pour Le Cauchemar de Freddy
  - Jack Gilford pour Cocoon, le retour
  - Michael Keaton pour Beetlejuice
  - Christopher Lloyd pour Qui veut la peau de Roger Rabbit
  - Mandy Patinkin pour Futur immédiat, Los Angeles 1991
- 1991 : Thomas F. Wilson pour Retour vers le futur 2
  - Jeffrey Combs pour Re-Animator 2
  - Brad Dourif pour L'Exorciste, la suite
  - Larry Drake pour Darkman
  - John Glover pour Gremlins 2, la nouvelle génération
  - Tony Goldwyn pour Ghost
  - John Goodman pour Arachnophobie (Arachnophobia)
  - Al Pacino pour Dick Tracy
  - Robert Picardo pour Gremlins 2, la nouvelle génération
- 1992 : William Sadler pour Les Aventures de Bill et Ted
  - Alan Arkin pour Edward aux mains d'argent
  - Patrick Bergin pour Les Nuits avec mon ennemi
  - Wayne Newton pour À plein tube !
  - Robert Patrick pour Terminator 2 : Le Jugement dernier
  - Alan Rickman pour Robin des Bois, prince des voleurs
- 1993 : Robin Williams pour Aladdin
  - Danny DeVito pour Batman : Le Défi
  - Charles S. Dutton pour Alien 3
  - Anthony Hopkins pour Dracula
  - Sam Neill pour Les Aventures d'un homme invisible
  - Kevin Spacey pour Jeux d'adultes
  - Ray Wise pour Twin Peaks: Fire Walk with Me
- 1994 : Lance Henriksen pour Chasse à l'homme
  - Jeff Goldblum pour Jurassic Park
  - Charles Grodin pour Drôles de fantômes
  - Wayne Knight pour Jurassic Park
  - John Malkovich pour Dans la ligne de mire
  - Tom Sizemore pour Drôles de fantômes
  - J. T. Walsh pour Le Bazaar de l'épouvante
- 1995 : Gary Sinise pour Forrest Gump
  - Richard Attenborough pour Le Miracle de la 34e rue
  - Robert De Niro pour Frankenstein
  - Raúl Juliá pour Street Fighter
  - Bill Paxton pour True Lies
  - James Spader pour Wolf
- 1996 : Brad Pitt pour L'Armée des douze singes
  - Harvey Keitel pour Une nuit en enfer
  - Val Kilmer pour Heat
  - Tim Roth pour Rob Roy
  - Quentin Tarantino pour Une nuit en enfer
  - Christopher Walken pour La Prophétie
- 1997 : Brent Spiner pour Star Trek : Premier Contact
  - Jeffrey Combs pour Fantômes contre fantômes
  - Edward Norton pour Peur primale
  - Joe Pantoliano pour Bound
  - Brent Spiner pour Independence Day
  - Skeet Ulrich pour Scream
- 1998 : Vincent D'Onofrio pour Men in Black
  - Steve Buscemi pour Les Ailes de l'enfer
  - Robert Forster pour Jackie Brown
  - Will Patton pour Postman
  - Pete Postlethwaite pour Le Monde perdu : Jurassic Park
  - J. T. Walsh pour Breakdown
- 1999 : Ian McKellen pour Un élève doué
  - Ben Affleck pour Armageddon
  - Dennis Franz pour La Cité des anges
  - Gary Oldman pour Perdus dans l'espace
  - Billy Bob Thornton pour Un plan simple
  - Ed Harris pour The Truman Show

### Années 2000
- 2000 : Michael Clarke Duncan pour La Ligne verte
  - Laurence Fishburne pour Matrix
  - Jude Law pour Le Talentueux Mr Ripley
  - Ewan McGregor pour Star Wars, épisode I : La Menace fantôme
  - Alan Rickman pour Galaxy Quest
  - Christopher Walken pour Sleepy Hollow : La Légende du cavalier sans tête
- 2001 : Willem Dafoe pour L'Ombre du vampire
  - Jason Alexander pour Les Aventures de Rocky et Bullwinkle
  - Dennis Quaid pour Fréquence interdite
  - Giovanni Ribisi pour Intuitions
  - Will Smith pour La Légende de Bagger Vance
  - Patrick Stewart pour X-Men
- 2002 : Ian McKellen (2) pour Le Seigneur des anneaux : La Communauté de l'anneau
  - Robbie Coltrane pour Harry Potter à l'école des sorciers
  - Mark Dacascos pour Le Pacte des loups
  - Tim Roth pour La Planète des singes
  - Jeremy Piven pour Un amour à New York
  - Eddie Murphy pour Shrek
- 2003 : Andy Serkis pour Le Seigneur des anneaux : Les Deux Tours
  - Toby Stephens pour Meurs un autre jour
  - Robin Williams pour Insomnia
  - Max von Sydow pour Minority Report
  - Ralph Fiennes pour Dragon rouge
  - Tom Hardy pour Star Trek : Nemesis
- 2004 : Sean Astin pour Le Seigneur des anneaux : Le Retour du roi
  - Sonny Chiba pour Kill Bill, volume 1
  - Ken Watanabe pour Le Dernier Samouraï
  - Ian McKellen pour Le Seigneur des anneaux : Le Retour du roi
  - Andy Serkis pour Le Seigneur des anneaux : Le Retour du roi
  - Geoffrey Rush pour Pirates des Caraïbes : La Malédiction du Black Pearl
- 2005 : David Carradine pour Kill Bill, volume 2
  - Gary Oldman pour Harry Potter et le Prisonnier d'Azkaban
  - Liev Schreiber pour Un crime dans la tête
  - John Turturro pour Fenêtre secrète
  - Giovanni Ribisi pour Capitaine Sky et le Monde de demain
  - Alfred Molina pour Spider-Man 2
- 2006 : Mickey Rourke pour Sin City
  - Liam Neeson pour Batman Begins
  - William Hurt pour A History of Violence
  - Val Kilmer pour Kiss Kiss Bang Bang
  - Cillian Murphy pour Red Eye : Sous haute pression
  - Ian McDiarmid pour Star Wars, épisode III : La Revanche des Sith
- 2007 : Ben Affleck pour Hollywoodland
  - Sergi López pour Le Labyrinthe de Pan
  - Philip Seymour Hoffman pour Mission impossible 3
  - Bill Nighy pour Pirates des Caraïbes : Le Secret du coffre maudit
  - James Marsden pour Superman Returns
  - Kelsey Grammer pour X-Men : L'Affrontement final
- 2008 : Javier Bardem pour No Country for Old Men
  - David Wenham pour 300
  - Ben Foster pour 3 h 10 pour Yuma
  - Justin Long pour Die Hard 4 : Retour en enfer
  - James Franco pour Spider-Man 3
  - Alan Rickman pour Sweeney Todd : Le Diabolique Barbier de Fleet Street
- 2009 : Heath Ledger pour The Dark Knight : Le Chevalier noir[2]
  - Shia LaBeouf pour Indiana Jones et le Royaume du crâne de cristal
  - Jeff Bridges pour Iron Man
  - Aaron Eckhart pour The Dark Knight : Le Chevalier noir
  - Woody Harrelson pour Transsibérien
  - Bill Nighy pour Walkyrie

### Années 2010
- 2010 : Stephen Lang pour Avatar
  - Christoph Waltz pour Inglourious Basterds
  - Jude Law pour Sherlock Holmes
  - Frank Langella pour The Box
  - Stanley Tucci pour Lovely Bones
  - Woody Harrelson pour Bienvenue à Zombieland
- 2011 : Andrew Garfield pour Never Let Me Go
  - Christian Bale pour Fighter
  - Tom Hardy pour Inception
  - Garrett Hedlund pour Tron : L'Héritage
  - John Malkovich pour Red
  - Mark Ruffalo pour Shutter Island
- 2012 : Andy Serkis (2) pour La Planète des singes : Les Origines
  - Ralph Fiennes pour Harry Potter et les Reliques de la Mort, partie 2
  - Harrison Ford pour Cowboys et Envahisseurs
  - Tom Hiddleston pour Thor
  - Alan Rickman pour Harry Potter et les Reliques de la Mort, partie 2
  - Stanley Tucci pour Captain America: First Avenger
- 2013 : Clark Gregg pour Avengers
  - Javier Bardem pour Skyfall
  - Michael Fassbender pour Prometheus
  - Joseph Gordon-Levitt pour The Dark Knight Rises
  - Ian McKellen pour Le Hobbit : Un voyage inattendu
  - Christoph Waltz pour Django Unchained
- 2014 : Ben Kingsley pour Iron Man 3
  - Daniel Brühl pour Rush
  - George Clooney pour Gravity
  - Benedict Cumberbatch pour Star Trek Into Darkness
  - Harrison Ford pour La Stratégie Ender
  - Tom Hiddleston pour Thor : Le Monde des ténèbres
  - Bill Nighy pour Il était temps
- 2015 : Richard Armitage pour The Hobbit: The Battle of the Five Armies
  - Josh Brolin pour Inherent Vice
  - Samuel L. Jackson pour Captain America : Le Soldat de l'hiver
  - Anthony Mackie pour Captain America : Le Soldat de l'hiver
  - Andy Serkis pour La Planète des singes : L'Affrontement
  - J. K. Simmons pour Whiplash
- 2016 : Adam Driver pour Star Wars, épisode VII : Le Réveil de la Force
  - Michael Douglas pour Ant-Man
  - Michael Shannon pour 99 Homes
  - Paul Bettany pour Avengers : L'Ère d'Ultron
  - Simon Pegg pour Mission impossible : Rogue Nation
  - Walton Goggins pour Les Huit Salopards
- 2017 : John Goodman pour 10 Cloverfield Lane
  - Chadwick Boseman pour Captain America: Civil War
  - Dan Fogler pour Les Animaux fantastiques
  - Diego Luna pour Rogue One: A Star Wars Story
  - Zachary Quinto pour Star Trek : Sans limites
  - Christopher Walken pour Le Livre de la jungle
- 2018 : Patrick Stewart pour Logan
  - Harrison Ford pour Blade Runner 2049
  - Michael B. Jordan pour Black Panther
  - Michael Keaton pour Spider-Man: Homecoming
  - Chris Pine pour Wonder Woman
  - Michael Rooker pour Les Gardiens de la Galaxie Vol. 2
  - Bill Skarsgård pour Ça
- 2019 : Josh Brolin pour Avengers: Infinity War
  - John Lithgow pour Simetierre
  - Lin-Manuel Miranda pour Le Retour de Mary Poppins
  - Lewis Pullman pour Sale temps à l'hôtel El Royale
  - Jeremy Renner pour Avengers: Endgame
  - Will Smith pour Aladdin
  - Steven Yeun pour Burning

### Années 2020
- 2021 : Bill Hader pour Ça : Chapitre 2
  - Adam Driver pour Star Wars, épisode IX : L'Ascension de Skywalker
  - Chris Evans pour À couteaux tirés
  - Ian McDiarmid pour Star Wars, épisode IX : L'Ascension de Skywalker
  - Robert Pattinson pour Tenet
  - Donnie Yen pour Mulan

- 2022 : Ke Huy Quan pour Everything Everywhere All at Once
  - Paul Dano – The Batman
  - Colin Farrell – The Batman
  - Ethan Hawke – Black Phone
  - Richard Jenkins – Nightmare Alley
  - Alfred Molina – Spider-Man: No Way Home
  - Benedict Wong - Doctor Strange in the Multiverse of Madness

- 2024 : Nicolas Cage pour Renfield

- 2025 : Hugh Jackman – Deadpool & Wolverine 
  - Josh Brolin – Dune, deuxième partie
  - Austin Butler – Dune, deuxième partie
  - Nicolas Cage – Longlegs
  - Willem Dafoe – Beetlejuice Beetlejuice
  - David Jonsson – Alien: Romulus
  - Owen Teague – La Planète des singes : Le Nouveau Royaume